# End of the Road (film 1970)
End of the Road è un film del 1970 diretto da Aram Avakian.
Fu presentato alla Quinzaine des Réalisateurs del 23º Festival di Cannes.

## Riconoscimenti
- 1970 - Festival del cinema di Locarno
  - Pardo d'Oro